# Syzygium flosculiferum
Syzygium flosculiferum là một loài thực vật có hoa trong Họ Đào kim nương. Loài này được (M.R.Hend.) Sreek. miêu tả khoa học đầu tiên năm 1993.